# 格莱松·布雷默
格莱松·布雷默·席尔瓦·纳西门托（葡萄牙語：Gleison Bremer Silva Nascimento，發音：[ˈɡlejsõ ˈbɾẽmeʁ]；1997年3月18日—）是一名巴西职业足球运动员，目前效力意大利足球甲级联赛俱乐部尤文图斯及巴西國家足球隊，在场上位置为中堅。
布雷默这个名字是他父亲为纪念德国足球名宿安德烈亚斯·布雷默而取的。 

## 俱乐部生涯

### 尤文图斯
2022年7月20日，布雷默以五年合约加盟尤文图斯。

## 风格
布雷默是一名身体强壮的中后卫，具有出色的高空球能力和位置感。 他是一名全能的球员，速度惊人，据说其偶像是巴西后卫卢西奥。 

## 荣誉
个人
- 意甲最佳后卫： 2021–22 [6]